# Drepanofoda juncta
Drepanofoda juncta là một loài bướm đêm trong họ Noctuidae.